# Louis Marie Baptiste Atthalin
Pour les articles homonymes, voir Atthalin.
 (décembre 2013).
Louis Marie Baptiste, baron Atthalin, né à Colmar (Haut-Rhin) le 22 juin 1784 et décédé dans la même ville le 3 septembre 1856, est un général et homme politique français, qui se distingua également comme peintre, lithographe et aquarelliste.

## Carrière militaire
Élève de l'École polytechnique, le 1er novembre 1802, élève sous-lieutenant du génie, le 23 septembre 1804, il fut nommé lieutenant le 17 novembre 1806, et capitaine le 16 septembre 1808.
Atthalin fait les campagnes de 1806 et 1807 à la Grande Armée, se fait remarquer à la bataille d'Eylau et du siège de Grandentz ; celles de 1808 et 1809 à l'armée de Catalogne, où il se distingue aux affaires de Gardadeu, de Molérès-M-Rey et de Wals, celle de 1810 au Texel, de 1812, 1813 et 1814 à la Grande Armée, et celle de 1815 du blocus de Landau.
L'Empereur ayant eu occasion de remarquer le jeune capitaine, le prit au nombre de ses officiers d'ordonnance, le 14 avril 1811, et le nomma chef de bataillon le 18 novembre 1813, et colonel le 15 mars 1814.
Le 2 juillet de la même année, le duc d'Orléans (futur Louis-Philippe Ier) le nomma l'un de ses aides de camp. Pendant les Cent-Jours (26 avril 1815), il fut employé comme commandant du génie à Landau.
Le 12 août 1830, le duc d'Orléans, devenu roi des Français, nomme le général Atthalin maréchal de camp, et continue à l'attacher à sa personne en qualité d'aide de camp. Il est envoyé auprès de l'empereur Nicolas Ier de Russie pour lui notifier officiellement le début du nouveau règne.
Le 23 janvier 1831, élu député du 4e collège électoral du Bas-Rhin (Strasbourg), il appuie de ses votes les ministres du roi, jusqu'au 11 octobre 1836, époque à laquelle il est appelé à la pairie. Il continue comme pair à soutenir fidèlement la Monarchie de juillet, qui l'élève, le 16 novembre 1840, au grade de lieutenant général. La chute et l'exil de la famille d'Orléans le privent de toutes ses dignités. Il est mis à la retraite le 14 août 1848, et vécut jusqu'à sa mort à l'écart de la politique.
Le décret du 17 avril 1848 le met à la retraite.

## Décorations
- Grand-croix de la Légion d'honneur Le général Atthalin a été créé chevalier de la Légion d'honneur, le 3 octobre 1812 ; officier, le 24 octobre 1813 ; commandant, le 4 mai 1821 ; grand officier, le 21 mars 1831 ; et grand-croix, le 15 septembre 1846.
- Chevalier de l'ordre royal et militaire de Saint-Louis,
- Grand-croix de l'ordre de Saint-Ferdinand d'Espagne depuis le 18 septembre 1846
- Membre de l'ordre du Nichan (Tunis) depuis le 25 septembre 1846.

## Carrière artistique
En 1817, il s'initie à la peinture à l'huile auprès d'Horace Vernet. Également lithographe, il collabore à plusieurs ouvrages tels que Voyages pittoresques et romantiques dans l'ancienne France d'Isidore Taylor et Charles Nodier ou Antiquités de l'Alsace de Golbéry et Schweighaeuser. Après 1848, il se retire en Alsace où il se consacre à l'aquarelle.
Louis Atthalin est aussi l’auteur d’un jeu de cartes « transformées », dites alors « cartes à rire », où les symboles de couleurs sont incorporés dans un dessin général qui les détournent ainsi de façon spirituelle. La biographie du général Atthalin indique que celui qui n’était encore que colonel imagina ces cartes transformées en juillet 1814, sur le bateau qui ramenait la famille d'Orléans de Palerme, où elle avait vécu en exil, à Marseille. Le succès fut tel auprès des Orléans et de leurs intimes, que l'auteur s'empressa de les faire graver et imprimer l'année suivante, soit en 1815. Toutefois, le jeu qui est à la Bibliothèque nationale de France (), gravé par Louis Marie Normand, est daté de 1817.

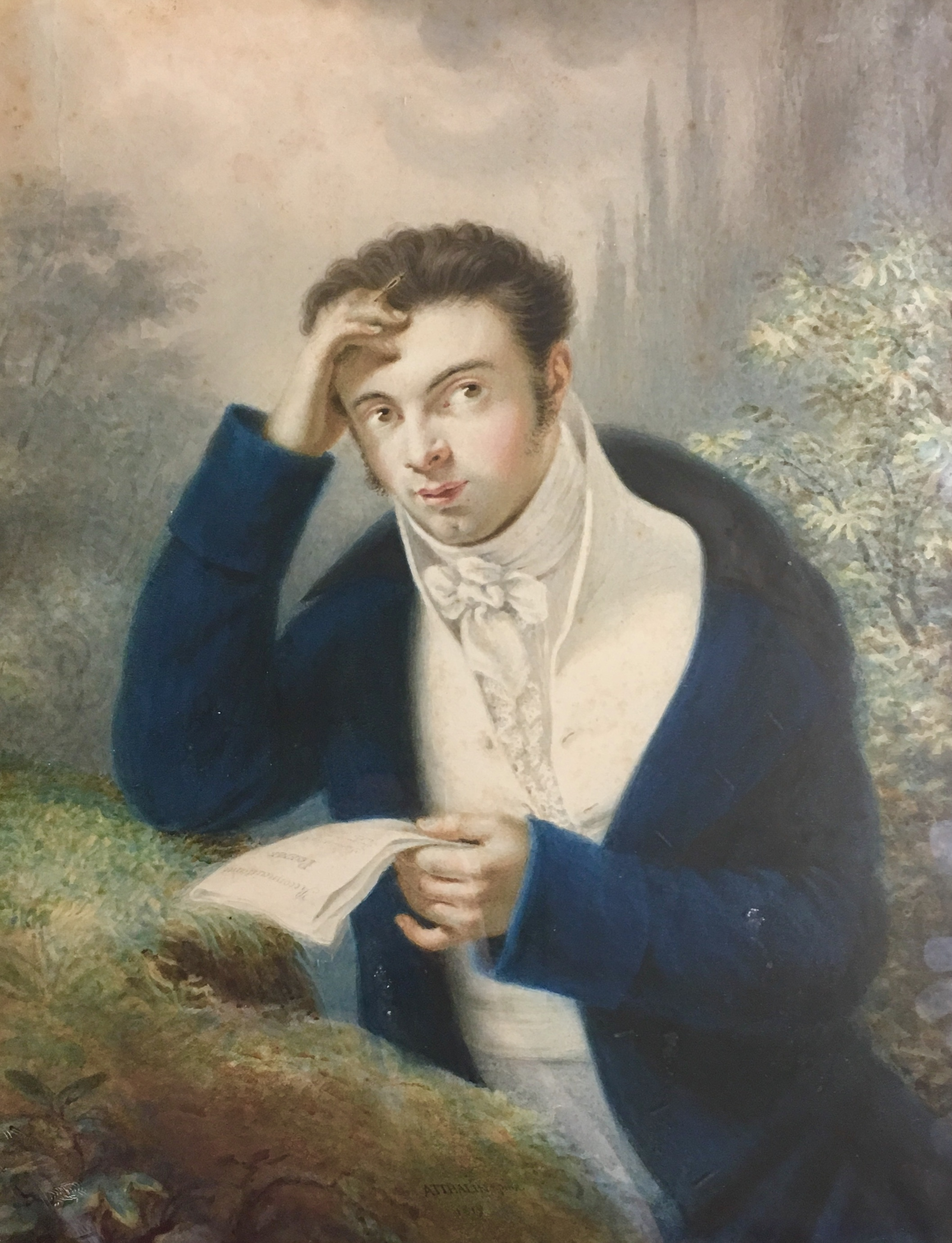
Portrait d'un poète par Louis Marie Baptiste Atthalin, collection Fondation Alexandre Vassiliev.

Sans descendance directe, le baron Atthalin adopte en 1843 son neveu Louis Laurent-Atthalin, dont il a encouragé la vocation d'aquarelliste.

### Sources et bibliographie
: document utilisé comme source pour la rédaction de cet article.
- « Louis Marie Baptiste Atthalin », dans Charles Mullié, Biographie des célébrités militaires des armées de terre et de mer de 1789 à 1850, 1852 [détail de l’édition]
- « Louis Marie Baptiste Atthalin », dans Adolphe Robert et Gaston Cougny, Dictionnaire des parlementaires français, Edgar Bourloton, 1889-1891 [détail de l’édition]
- Marcel Laurent-Atthalin, avec la collaboration de Claude Laurent-Atthalin, Vie du général baron Atthalin : 1784-1856, Éditions Alsatia, Colmar, 1978, 159 p.
- Viktoria von der Brüggen et Christine Peltre, L'Alsace pittoresque : l'invention d'un paysage 1770-1870, Hazan-Unterlinden, Colmar, 2011,  (ISBN 978-2-7541-0531-6) (nombreuses références + courte biographie p. 289)
- Francis Lichtlé, « Louis Marie Jean Baptiste Atthalin », in Nouveau dictionnaire de biographie alsacienne, vol. 1, p. 68
- Une fontaine a été élevée en 1844, à Sondernach (Haut-Rhin), en l'honneur du lieutenant général Louis Atthalin[5].